# Hra na boha
Hra na boha (v anglickém originále Playing God) je v pořadí sedmnáctá epizoda druhé sezóny seriálu Star Trek: Stanice Deep Space Nine.

## Příběh
Na stanici Deep Space Nine přilétá v doprovodu doktora Bashira Arjin, trillský uchazeč o spojení se symbiontem, u kterého má Jadzia zjistit jeho vhodnost pro spojení. Arjin má obavy, protože Dax je známý častým vylučováním kandidátů. Také se snaží porozumět Jadzii a seznamuje se s chodem stanice. Na té se přemnožili hraboši, které přitahuje elektromagnetická pole a ničí rozvody stanice. Jsou pozůstatkem po Cardassianech, kteří ale na jejich odstranění nemají zájem. Na jejich likvidaci pracují Kira a O'Brien, ale moc se jim to nedaří. Při výletu do Gamma kvadrantu narazí runabout s Arjinem a Jadzií do subprostorové kapsy, ze které vytrhnou neznámou látku, jež se zachytí na Bussardově kolektoru.
Látka je na stanici přesunuta do silového pole, ale stále se rozpíná, takže by se podle Jadzie měla zničit. Při podrobné analýze však zjistí, že jde o zárodek vesmíru, který obsahuje život. Mezitím se Arjin prořekne, že spojení se symbiontem se účastní na přání otce, což spolu s jeho nerozhodností a absencí cílů působí špatně na Dax, která váhá s jeho schválením. Na Siskovo doporučení Jadzia řekne Arjinovi o své minulosti a o problémech s Dax.
Na Bashirův návrh se Sisko rozhodne vrátit hmotu zpátky na své místo v Gamma kvadrantu pomocí runaboutu, který bude řídit Arjin jako nejlepší pilot na stanici. Při letu červí dírou se zhroutí silové pole zadržující hmotu, ale Arjin provede loď bezpečně shlukem verteronů a zbaví se nákladu. Arjin odlétá s doporučením od Jadzie a ta má zase radost, že není jako Curzon.